# 黃榕生
黃榕生 Ron Huang（1992年8月10日—），广东省汕头市人，中国流行歌手。
北京现代音乐研修学院毕业。2012年4月，北京现代音乐研修学院在学期间，与4名欧美流行演唱系同学，合组无伴奏合唱组合新声驾到，其担任队长兼VP（人声打击），黄榕生一直都是鼓手的身份，从来没有开口唱过歌。

## 经历
2012年，新声驾到参加深圳卫视《Sing-off清唱团》获得全国八强，黄榕生获得个人最佳人声打击奖。
2013年，参加湖南卫视《中国最强音》获得全国十二强。
2015年，获得全国阿卡贝拉总冠军、个人最佳人声打击奖。
2017年，参加湖南卫视《快乐男声》比赛，最终获得全国总决赛殿军。
2017年，参加《2017快乐男声》比赛，因计算着晋级概率的曲线杀进全国300强，被节目组冠以“脑性男”人设。同年8月，参加湖南卫视综艺节目《快乐大本营》快男专场的录制。
2017年9月1日，以Little Willie John的《Fever》，获得《2017快乐男声》全国总决赛第4名 ；9月7日，参加快乐男声粉丝答谢演唱会。
2017年12月11日，发布与李莎旻子联合献唱电视剧《花落宫廷错流年》插曲：《最短的诗》。

### 奖项
| 年份 | 节目               | 名次                         |
| 2012 | 《Sing-off清唱团》 | 全国八强、个人最佳人声打击奖 |
| 2013 | 《中国最强音》     | 全国十二强                   |
| 2015 | 《全国阿卡贝拉》   | 总冠军、个人最佳人声打击奖   |
| 2017 | 《2017快乐男声》   | 全国第4名                    |

### 合唱
| 年份 | 歌手             | 曲目         | 备注                   |
| 2017 | 李莎旻子、黄榕生 | 《最短的诗》 | 《花落宫廷错流年》插曲 |